# آندره گریون
آندره گریون (فرانسوی: André Grillon‎; ۱ نوامبر ۱۹۲۱ – ۲۰ ژوئن ۲۰۰۳) بازیکن و مربی فوتبال اهل فرانسه بود.
از باشگاه‌هایی که در آن بازی کرده‌است می‌توان به باشگاه فوتبال المپیک لیون، باشگاه فوتبال بوردو، باشگاه فوتبال کان، باشگاه فوتبال لو مان، و باشگاه فوتبال کان اشاره کرد.
وی همچنین در تیم ملی فوتبال فرانسه بازی کرده‌است.